# Holque
Holque é uma comuna francesa na região administrativa de Altos da França, no departamento do Norte. Estende-se por uma área de 3.81 km². Em 2010 a comuna tinha 903 habitantes (densidade: 237 hab./km²).